# A630高速公路
A630高速公路是法国的一条高速公路，始于波尔多，终于波尔多，与A62、A10、A63、A631、A89高速相连。A630长度约45千米。该高速为波尔多的二环路，于1993年建成通车，是欧洲E05公路和欧洲E70公路的一部分。